# 年度鳥事
《年度鳥事》是2011年發行的喜劇電影 ，主演為傑克·布萊克、歐文·威爾森、史提夫·馬丁, 由大衛·法蘭科執導，霍華德·富蘭克林編劇。該電影改編自馬克．歐柏馬西克（Mark Obmascik）於2004年出版的非虛構書籍《觀鳥大年》（The Big Year: A Tale of Man, Nature and Fowl Obsession），講述了三名熱衷賞鳥的人士參與一年一度、於每年1月1日展開的觀鳥界盛事「觀鳥大年」，在一年的時間內於北美洲地區（墨西哥以北）累積觀察鳥類記錄競賽的趣事經歷。書籍原作裡的真實原型人物分別為桑迪·柯米多（Sandy Komito）, 艾爾·拉凡登（Al Levantin）, 格雷格·米勒（Greg Miller），後兩者追求超越柯米多先前創下的觀鳥紀錄。電影則取用相同的人物設定，以虛構角色演出故事。
電影原訂於2010年5月至7月發行，於2011年10月14日正式在北美院線上映，同年12月2日在英國上映。電影的票房成績未能回收製作成本，導致本片成為票房炸彈，還獲得影評界褒貶不一的評價，媒體與評論家主要批評電影基調、編劇和情節平淡，但是演員們的表現、輕鬆風格和攝影則獲得肯定。

## 故事概要
觀鳥大年（Big Year）是北美洲舉辦的年度賞鳥盛事，每個參賽者必須透過目視或聆聽鳥鳴（自由心證），在為期一年的競賽期間判讀和記錄下自己觀察到的鳥類，將自己的觀察總記錄遞交給美國鳥類學會作統計，由其中累積觀察鳥種類數目最多者取得獲勝。故事環繞著三名參與觀鳥大年的賞鳥者：布拉德·哈里斯（Brad Harris）、史圖·普雷西勒（Stu Preissler）、肯尼·博斯提克（Kenny Bostick），講述三者的背景和參與「觀鳥大年」的經歷。
布拉德是任職於賓夕法尼亞州蘭士登鎮核電廠的36歲時薪電腦軟體工程師，經歷離婚與事業的挫敗，從研究所輟學後與雙親同住，他對平日枯燥乏味的工作心生倦怠，生活開銷方面也相當緊張，還得面對父親數落他的言語。另一方面，他也是個經歷豐富的賞鳥愛好者，擁有能夠透過鳥鳴分辨鳥種類的敏銳聽力，賞鳥是他乏善可陳的生活中為數不多的心靈綠洲。當他決定參加「觀鳥大年」，向父母懇請資助旅費的時候，他的父親為之驚愕，母親則同意支持他的理想。公司的主管比爾則對其投身無酬勞的活動遠行感到不以為然。
博斯提克是名有過兩段婚姻、現在和第三任妻子潔西卡（Jessica）生活的屋頂翻修包商，同時是曾經在「觀鳥大年」留下年度觀察到732種鳥類的傲人紀錄維持者。他為自己在「觀鳥大年」的成就紀錄引以為榮，醉心於維持自己在觀鳥領域領銜的位置，為了突破個人紀錄再度參賽。但是這一切在接受不孕症治療、有意準備懷孕的潔西卡的眼裡，看來令人忐忑不安，她對於丈夫極度執著於賞鳥界名氣和成績的作法不敢認同，甚至認為這是導致博斯提克先前的兩段婚姻以離婚收場的導火線。
史圖是一家位於曼哈頓的大型化學企業集團的創始人兼首席CEO，起先他從車庫開始白手起家，從頭開始創立這家企業集團。經過幾十年的企業成功，兒子也結婚成家，他準備與他擔任建築師的妻子伊迪絲一起退休到科羅拉多州。先前申請辦理退休的史圖因為擔心日程安排空虛，從退休生活返回職場，但是現在他有意將公司交給他的兩個副手管理。參與「觀鳥大年」是他畢生的夢想，他在伊迪絲的理解與全力支援下追求夢想，還在家族聚會透過兒子告知，獲悉孫子將要在五月中旬出生的消息。
這部電影描繪了在「觀鳥大年」活動期間發生的各種事件，布拉德、史圖、博斯提克相互競爭，與許多其他觀鳥者爭奪目擊鳥類數量最多的世界紀錄，同時經歷現實生活與觀鳥事件之間的選擇、衝突和影響。布拉德為了參加競賽和應對旅途上的支出，刷爆了幾張信用卡的額度，還得和父親借款，他希望透過「觀鳥大年」帶給他的目標感，甚至冀盼藉此讓他的父親為他感到驕傲。在競爭的過程中，布拉德不但和史圖由競爭關係變成要好的朋友，在比賽中互相幫助、說明有關鳥的生態，他還被一位同為鳥類愛好者的年輕女子艾莉（Elle）所吸引，與後者交流甚歡。史圖分別處理公司交接談判事務和參與「觀鳥大年」，由於他的公司正在進行與競爭對手合併的複雜談判，這導致他選定的兩位繼任者不斷請求他返回紐約參加重要會議，讓他在參與「觀鳥大年」的過程波折不斷，史圖雖然擁有令旁人稱羨的斐然事業，但也被自己的事業拘束行程安排，同時對自身的年齡和體力能否追逐夢想感到疑慮，盡管如此，他仍和布拉德共同分享彼此的見聞和喜悅。與此同時，富有競爭心態的博斯提克訴諸骯髒的伎倆干擾其他參賽者，持續累積自己的觀鳥數量，但也因為四處奔波追蹤鳥類的身影，令他和妻子潔西卡鮮有時間相處。
隨著這一年來到尾聲，史圖終於如願幸福地退休，享受著與剛出生的孫子相處的時光，與家族成員共同舉辦跨年派對；布拉德獲知艾莉和原先的男朋友戴爾分手，以此機緣開始和她交往，其對賞鳥的熱忱讓父親跟著感染熱情和參與觀鳥活動，修復父子關係；博斯提克則因為先前將大多數的心力投入累積觀鳥紀錄，忽略了潔西卡的心情與婚姻經營，甚至還為此爽約原本排定陪同潔西卡排定接受婦產科檢查、進行人工授精的行程，終於讓長期累積不滿的潔西卡不願再包容博斯提克的行事作風，選擇和他離婚。布拉德和史圖現在是親密的朋友，當他們各自的觀鳥紀錄累計超過700隻鳥的時候，他們互相祝賀這個對彼此而言「意義非凡的一年」。最終公佈「觀鳥大年」的賞鳥結算成績時，博斯提克以觀察到755種鳥類的新高紀錄贏得比賽兼保住領銜者地位，布拉德排名第二，史圖排名第四。布拉德認為「他（博斯提克）雖然獲得更多種鳥類的數量，但是他們（布拉德和史圖）得到了更多的事物」，當布拉德看著週末來訪的艾莉的同時，史圖微笑著看著伊迪絲。
「觀鳥大年」競賽結束後，布拉德、史圖、博斯提克回歸各自的生活，三者在「觀鳥大年」期間收獲的事物，仍持續影響著他們。退休後的史圖擁有更充裕的時間，從事賞鳥活動和陪伴家人，他帶領蹣跚學步、開始喜歡上鳥類的孫子在洛磯山脈徒步旅行，教導後者認識鳥類，享受著愜意的祖孫相處時光。恢復單身的博斯提克獨自在中國進行觀鳥冒險，當他望見一對幸福的夫妻帶著他們剛出生的孩子散步時，憶及自己為了贏得「觀鳥大年」付出的代價，頓時五味雜陳。布拉德和艾莉前往緬因州佈滿著岩石的海岸線上觀鳥，布拉德仍然熱愛賞鳥，但不再將賞鳥當成他的生活中最重要的部分，而是付出心力陪伴自己的愛人。

## 演員列表
- 史提夫·馬丁飾演史圖·普雷西勒，「觀鳥大年」的參賽者之一，已屆退休年紀的大型化學企業集團的創始人兼首席CEO。對應書籍原作的原型人物為艾爾·拉凡登。
- 傑克·布萊克 飾演布拉德·哈里斯，「觀鳥大年」的參賽者之一，36歲的電腦軟體工程師，能夠從鳥的鳴叫聲判別鳥的種類。對應書籍原作的原型人物為格雷格·米勒。
- 歐文·威爾森 肯尼·博斯提克，「觀鳥大年」的參賽者之一，屋頂翻修包商兼紀錄保持者。對應書籍原作的原型人物為桑迪·柯米多。
- Rashida Jones 飾演艾莉（Ellie），布拉德在「觀鳥大年」認識，喜歡賞鳥的女性，後來和布拉德成為情侶。
- Anjelica Huston 飾演安妮·冠小海雀（Annie Auklet），碼頭的客船嚮導，為對博斯提克曾經刁難她一事惡整報復對方。
- Jim Parsons 飾演克蘭（Crane），「觀鳥大年」的參賽者之一。
- Rosamund Pike飾演潔西卡，博斯提克的第三任妻子。
- JoBeth Williams 飾演伊迪絲（Edith），女性建築師，史圖的妻子。
- Brian Dennehy as Raymond
- Dianne Wiest as Brenda
- Anthony Anderson as Bill Clemont
- Tim Blake Nelson as Phil
- Joel McHale as Barry Loomis
- Calum Worthy as Colin Debs
- Veena Sood as Nurse Katie
- Corbin Bernsen as Gil Gordon
- Stacey Scowley as Vicki
- Jesse Moss 飾演戴倫（Darren），艾莉的時任男友，後來和艾莉分手。
- Kevin Pollak as Jim Gittelson
- Barry Shabaka Henley as Dr. Neil Kramer
- Andrew Wilson as Mike Shin
- Al Roker as New York weatherman
- John Cleese as narrator
- June Squibb as the Old Lady
- Steven Weber as Rick

## 劇中曲目
| Song                                   | Writer                                                                  | Performer                            |
| -------------------------------------- | ----------------------------------------------------------------------- | ------------------------------------ |
| Minor Swing                            | Stéphane Grappelli and Jean Reinhardt                                   | Django Reinhardt                     |
| (If I Had) A Sandwich With You         | Dan DiPrima and Alex Marlowe                                            | Zombie Bank                          |
| Wheel of Fortune Underscore            | courtesy of Sony Pictures                                               |                                      |
| The Devil Never Sleeps                 | Sam Beam                                                                | Iron & Wine                          |
| Pitkin County Turnaround               | Steve Martin                                                            | Steve Martin                         |
| Let It Shine                           | Jeremy Fisher                                                           | Jeremy Fisher                        |
| I'll Have the Halibut                  | Dan DiPrima and Alex Marlowe                                            | Zombie Bank                          |
| Away With Pie                          | Dan DiPrima and Alex Marlowe                                            | Zombie Bank                          |
| The Dog's Decree - Concerto in C Major | Antonio Vivaldi                                                         | Alexandre Desplat                    |
| Viva la Vida                           | William Champion, Christopher Martin, Guy Berryman, & Jonathan Buckland | Coldplay                             |
| Come Fly Away                          | Jeremy Fisher and Jack Livesey                                          | Jeremy Fisher                        |
| Surfin' Bird                           | Alfred Frazier, John Harris, Turner Wilson Jr., and Carl White          | The Trashmen                         |
| Blackbird                              | John Lennon and Paul McCartney                                          | Brad Mehldau                         |
| I Like Birds                           | E                                                                       | Eels                                 |
| Adeste Fideles                         | Traditional, Arranged by Virginia S. Davidson                           | New York Treble Singers              |
| Silent Night                           | Franz Xaver Gruber, Joseph Mohr and John Freeman Young                  | Bing Crosby                          |
| This Could All Be Yours                | Ryan Miller, Adam Gardner, Brian Rosenworcel and Joe Pisapia            | Guster                               |
| Auld Lang Syne                         | Traditional, Arranged by Guy Lombardo                                   | Guy Lombardo and His Royal Canadians |

Soundtrack references:

## 評價
《年度鳥事》的整體評價褒貶不一，爛番茄根據103條專業評論，獲得新鮮度42%，平均分數5.1/10，觀眾好評度41%，平均分數3/5，該網站影評家共識為「儘管《年度鳥事》對角色精心製作和投注關愛，但《年度鳥事》一路前行，很少達到任何喜劇高度。」。Metacritic則依據29條評論，平均得分53分（滿分100分），屬於「褒貶不一或中庸」。

## 外部連結
- AllMovie上《The Big Year》的资料（英文）
- Box Office Mojo上《The Big Year》的資料（英文）
- 互联网电影数据库（IMDb）上《The Big Year》的资料（英文）
- Metacritic上《The Big Year》的資料（英文）
- 爛番茄上《The Big Year》的資料（英文）